# 애플 II 사운드 카드
애플 II 사운드 카드에 대한 설명이다.
기나닌 여러 모델이 생존해 있던 동안 애플 II 시리즈 컴퓨터에는 내장 사운드 기능이 부족했다. 1977년 출시 당시에는 동시대 제품(예: TRS-80 및 코모도어 PET)과 구별되지 않았지만 1982년에는 코모도어 64와 같은 음향 장비를 갖춘 여러 경쟁업체와 시장을 공유했다. SID 칩은 정교한 다중 음색 음악과 음향 효과를 생성할 수 있다.
모든 애플 II 모델(하위 호환성이 있지만 상당히 다른 애플 IIGS 제외)에는 스피커가 있지만 사용자가 소프트웨어로 켜고 끌 수 있는 간단한 전압 형태의 1비트 출력으로 제한되었다. 상태가 전환될 때마다 스피커에서 클릭이 발생한다. 신호를 빠르게 켜고 끄면 음높이가 있는 소리가 생성될 수 있다.
이 접근 방식은 특정 주파수에서 출력을 전환하는 데 CPU를 사용할 수 있어야 하고 다른 모든 코드는 해당 요구 사항을 중심으로 구성되어야 하기 때문에 소프트웨어 설계에 극도의 제약을 가한다. 사운드 생성 코드가 정확한 간격으로 실행되지 않으면 특정 출력 주파수를 생성하는 것이 불가능하다.
경쟁 컴퓨터의 사운드 하드웨어는 지속적인 CPU 개입 없이 사운드를 생성하는 추가 칩으로 구성되어 정상적인 코드 실행을 위해 CPU를 확보한다. 여기에 나열된 다양한 타사 추가 장치는 애플 II에 이와 동일한 기능을 제공한다.